# 1400 Tirela
Az 1400 Tirela (ideiglenes jelöléssel 1936 WA) a Naprendszer kisbolygóövében található aszteroida. Louis Boyer fedezte fel 1936. november 17-én, Algírban.